# Province de Tailevu
La province de Tailevu est une des quatorze provinces des Fidji et une des huit située à Viti Levu. Sa superficie de 755 km2 couvre le bord sud-oriental de l'île ainsi que des zones plus centrales. Elle a une population de 55 692 habitants, la 5e province la plus peuplée. La principale ville est Nausori (21 645 habitants en 1996).
Tailevu comprend le district de Bau où se trouve l'île de Bau, siège de la Confédération Kubuna, dont le chef porte le titre de Vunivalu de Bau.